# 소피야 페롭스카야

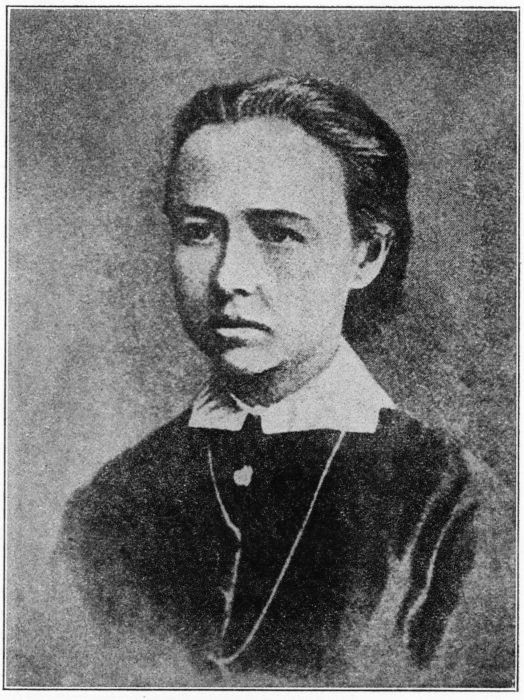

소피야 레보브나 페롭스카야(러시아어: Со́фья Льво́вна Перо́вская: 1853년 9월 13일 - 1881년 4월 15일)는 러시아의 혁명가다. 음모결사 인민의 의지당의 성원으로서 알렉산드르 2세 암살사건에 참여하고 체포되어 교수형에 처해졌다.